# Audi A5
Audi A5 este un coupé de lux produs de către constructorul german de automobile Audi.  Audi A5 a fost prezentat pentru prima dată simultan atât la Salonul Auto de la Geneva cât și la Salonul Auto Internațional de la Melbourne pe 6 martie 2007.  Audi cataloghează coupé-ul ca un grand tourer pentru a face concurență BMW Seria 3 coupé și Mercedes-Benz CLK-Class.

## Prima generație (2007)

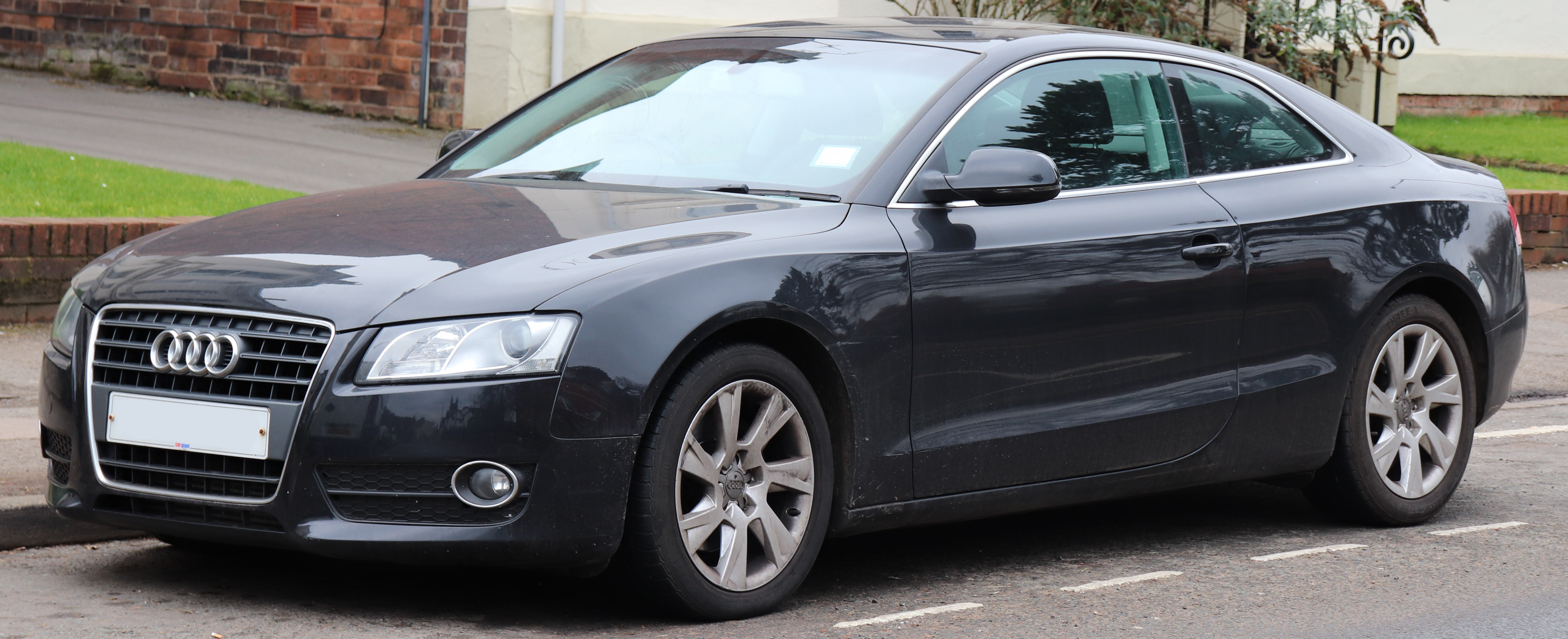
Audi A5 Coupé 2.0 TDi SE (pre-facelift)

A5 este varianta coupé a celei de-a patra generații de A4 (B8) sedan și break, care a fost lansată la Salonul Auto din Frankfurt 2007.  A5-ul marchează întoarcerea lui Audi la coupé-urile de dimensiuni medii, după modelul ce coupé de Audi 80 a fost scos din producție în 1996, - modelul 2 (B6/B7) de A4 având o variantă decapotabilă, fără să aibă o variantă coupé. 
A5 reprezintă debutul noii platforme Audi MLP (Modular Longitudinal Platform) pe care sunt planificate să fie lansate următoarele generații ale modelelor A4, A6 și A8.  De remarcat este faptul că platforma reprezintă o deviere de la poziția de montare a motorului deasupra axului față, acesta fiind acum montat mai în spate, între cele două axuri, pentru a rezulta o distribuție mai uniformă (55:45) între roțile din față și cele din spate.
Audi A5 este următorul model lansat după cea de-a doua generație de TT și R8.  A5-ul a adoptat mai multe elemente de la conceptul auto Nuvolari quattro.  A5 a debutat cu un motor V6 FSI de 3.2-litri cu o putere de 265 CP.
| Capacitate | Tip          | Putere | Note                 |
| ---------- | ------------ | ------ | -------------------- |
| 4.2L       | V8 FSI       | 354 CP | numai pentru S5      |
| 3.2L       | V6 FSI       | 265 CP |                      |
| 3.0L       | V6 TDI       | 240 CP |                      |
| 2.7L       | V6 TDI       | 190 CP |                      |
| 1.8L       | S4 TFSI      | 170 CP |                      |
| 2.0L       | S4 Turbo FSI |        | CNG/benzină bivalent |

### Audi S5

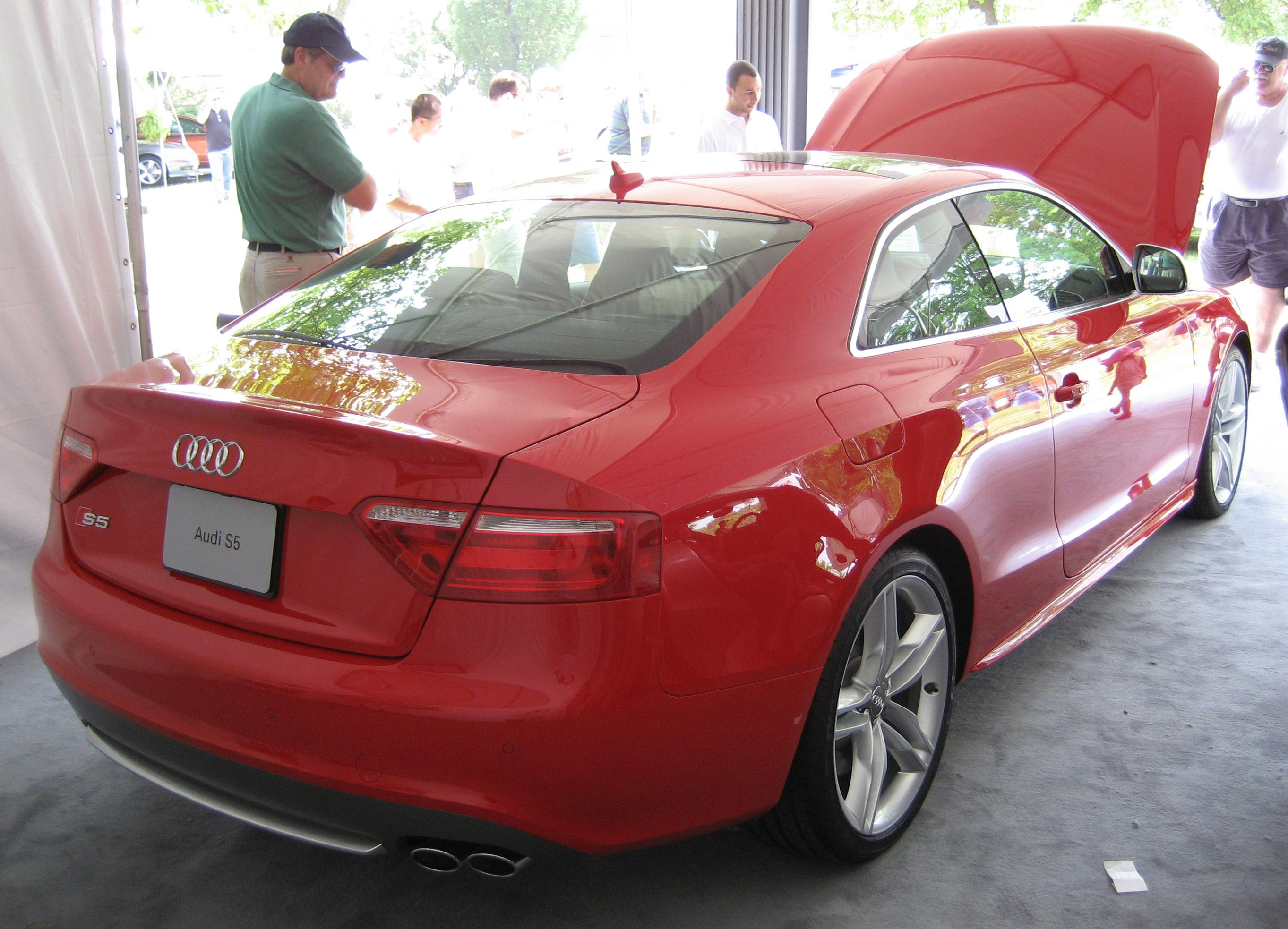
2008 Audi S5 coupe

Audi S5 a fost lansat la aceeași dată ca și A5.  S5 are un motor V6 FSI de 3.0L, capabil să producă 354 CP (349 CP/260 kW).  Are o grilă a radiatorului mai agresivă (precum majoritatea modelelor Audi S/RS), inclusiv un șir de LED-uri care rămân aprinse și ziua în jurul proiectoarelor HID.

### Audi A5 Cabriolet

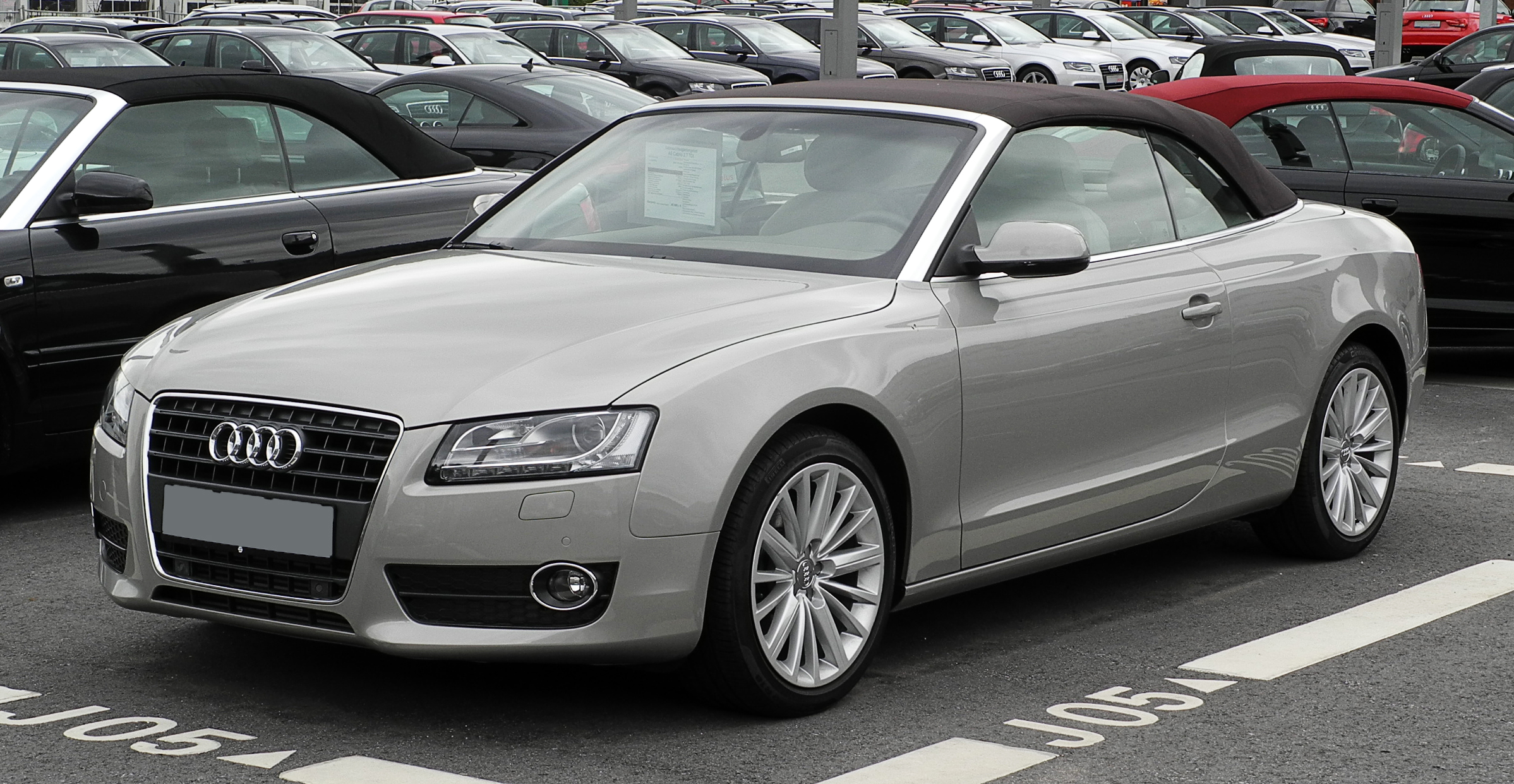
Audi A5 Cabriolet 2.7 TDi

Audi A5 decapotabilă este programată să înlocuiască A4 decapotabilă, fiind programată să fie prezentată la Geneva Auto Show în martie 2008. Producția a început la jumătatea anului 2008.

### Audi A5 Sportback

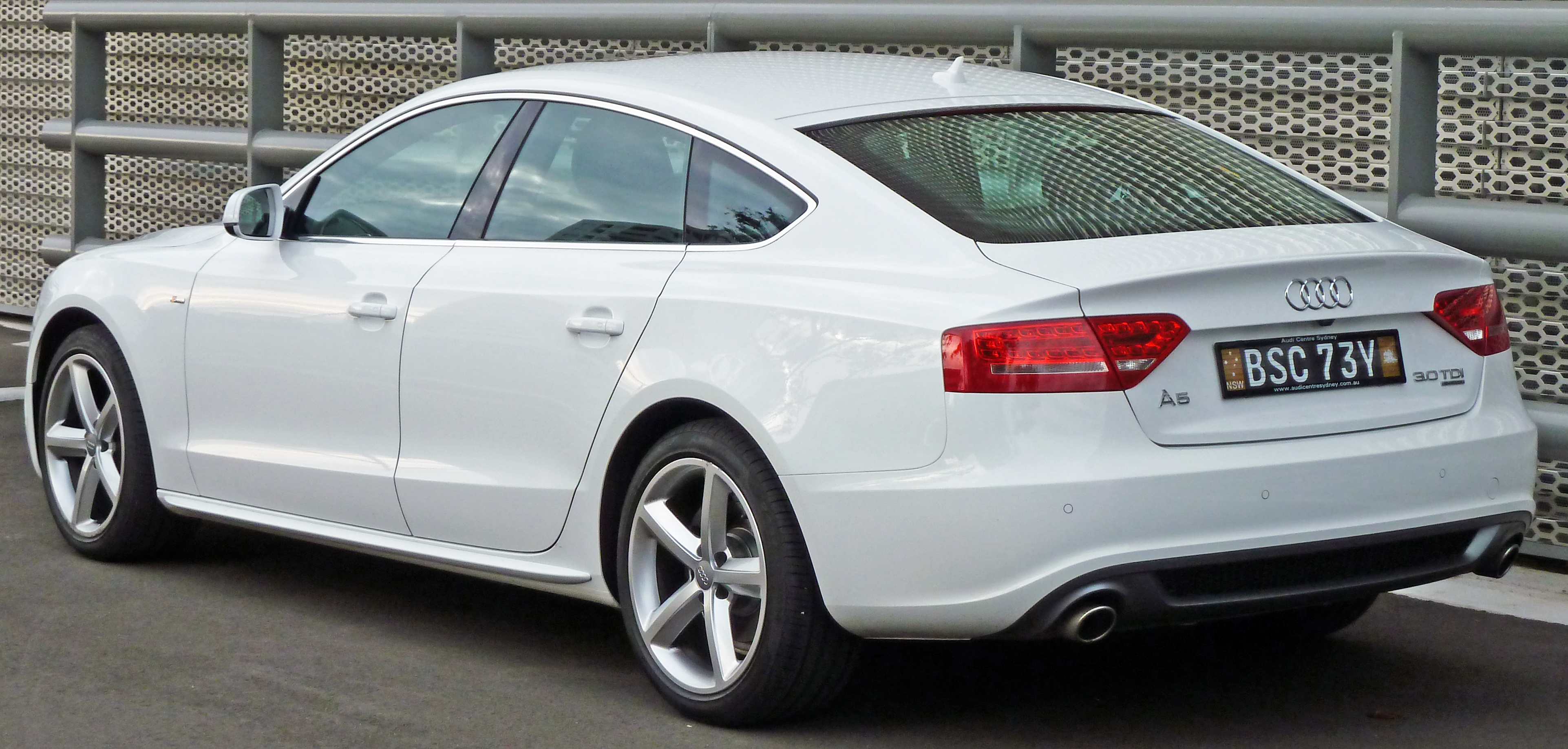
Audi A5 Sportback (pre-facelift)

În iunie 2009, Audi a prezentat prima imagine teaser a modelului A5 Sportback, programând lansarea acestuia pe piața europeană pentru toamna acelui an.